# AEK Kuklia
AEK Kuklia (gr. Αθλητική Ένωση Κουκλιων) – cypryjski klub piłkarski z siedzibą we wsi Kuklia. działający w latach 1968–2014.

## Historia
Klub został założony w 1968 roku jako AEK Kuklia (Atletyczny Związek Kuklii).
Od 1971 do 2006 występował w mistrzostwach Dystryktu Pafos, wielokrotnie zostając zwycięzcą turnieju.
W sezonach 2006/07 i 2007/08 zespół rywalizował w IV lidze Cypru, a od 2008 do 2012 w III lidze. Po zakończeniu sezonu 2011/12 zajął pierwsze miejsce i zdobył prawo po raz pierwszy w swojej historii, grać w drugiej lidze.
W sezonie 2012/13 zajął trzecie miejsce w drugiej lidze i w turnieju promocyjnym uplasował się na drugiej lokacie, zdobywając historyczny awans do pierwszej ligi.
W 2014 roku klub połączył się z AEP Pafos tworząc Pafos FC.

## Sukcesy

### Trofea międzynarodowe
Nie uczestniczył w rozgrywkach europejskich (stan na 31-05-2013).

### Trofea krajowe
| \| \| Zdobyte trofea w rozgrywkach Cypru (stan na: 31-05-2013) \| |                                                          |      |          |
| Rozgrywki                                                         | Osiągnięcie                                              | Razy | Sezon(y) |
| Mistrzostwo                                                       | I miejsce                                                | 0    |          |
| Mistrzostwo                                                       | II miejsce                                               | 0    |          |
| Mistrzostwo                                                       | III miejsce                                              | 0    |          |
| Mistrzostwo                                                       | ? miejsce                                                | 1    | 2014     |
| Puchar                                                            | zdobywca                                                 | 0    |          |
| Puchar                                                            | finalista                                                | 0    |          |
| Puchar                                                            | 1/16 finału                                              | 1    | 2013     |
| II liga                                                           | I miejsce                                                | 0    |          |
| II liga                                                           | II miejsce                                               | 1    | 2013     |
| II liga                                                           | III miejsce                                              | 0    |          |
| Cypr                                                              | Zdobyte trofea w rozgrywkach Cypru (stan na: 31-05-2013) |      |          |

## Stadion
Klub rozgrywał swoje mecze domowe na stadionie Pafiako w Kuklii, który może pomieścić 9,394 widzów.